# Campionato greco di pallavolo maschile
Il campionato greco di pallavolo maschile è un insieme di tornei pallavolistici per squadre di club greche, istituiti dalla Federazione pallavolistica della Grecia.

## Struttura
- Campionati nazionali professionistici:

Volley League: a girone unico, partecipano dodici squadre squadre.
- Campionati nazionali non professionistici:

A2 Ethnikī: a girone unico, partecipano dodici squadre.
- Campionati locali non professionistici.